# اعتلال بيضاء الدماغ ضخم الدماغ مع كيسات تحت قشرية
اعتلال بيضاء الدماغ ضخم الدماغ مع كيسات تحت قشرية شكل وراثي من أمراض الجهاز العصبي المركزي المزيلة للميالين. ينتمي إلى مجموعة من الاضطرابات تسمى حثل المادة البيضاء. يتميز بتضخم الرأس مبكر الظهور بالإضافة إلى تدهور عصبي متأخر الظهور يشمل التقبض والصرع ونقص التنسيق العضلي. لا يبدو أن إم إل سي مرض قاتل عند الولادة أو في وقت مبكر من الحياة رغم أعراضه، ويبدو أن عدد المرضى المؤكد أنهم مصابون بالمرض قليل إلى حد ما.
ينتمي إلى مجموعة من الاضطرابات تسمى حثل المادة البيضاء. وصف طبيب الأعصاب الهندي بيم سين سينغال (1933-) في عام 1991 سلسلة من حالات حثل المادة البيضاء ضخم الدماغ. مع ذلك، يُشار إليه أحيانًا بمرض فان دير ناب نسبةً إلى طبيب الأعصاب الهولندي مارجو فان دير ناب الذي وصف سلسلة أخرى من الحالات مع السمات السريرية والإشعاعية في عام 1995.
هناك ثلاثة أنماط لاعتلال بيضاء الدماغ ضخم الدماغ تختلف من حيث الجين المصاب: ينجم النمط 1 عن طفرات جسمية متنحية في جين إم إل سي 1، وينجم النمط 2 إيه عن طفرة جسمية متنحية في جين إتش إي بّي إيه سي إيه إم، وينجم النمط 2 بي عن طفرة جسمية سائدة في جين إتش إي بّي إيه سي إيه إم.

## العلامات والأعراض
- الرأس
  - ضخامة الرأس
    - يتميز المرض بتضخم الدماغ، يتبعه زيادة في حجم الرأس.[7]
- الجهاز العصبي المركزي
- ضخامة الدماغ
  - يرمز الحرف إم في إم إل سي إلى كلمة «ميغالينسيفالي» التي تعني تضخم الدماغ
    - رنح
    - لوحظ رنح مخيخي المنشأ بطيء ومترقٍ ومبكر الظهور لدى العديد من المرضى
    - تقبض
- غالبًا ما يعاني مرضى إم إل سي من تقبضات عضلية
  - نوبات
- تأخر في النمو الحركي
- تخلف عقلي خفيف
- انتفاخ منتشر للمادة البيضاء الدماغية
- كيسات تحت قشرية كبيرة في الفصوص الجبهية والصدغية
  - يصاب المرضى بتكيسات على أطراف المنطقة الصدغية وتحت القشرية
- اعتلال بيضاء الدماغ المسامي المنتشر
- اعتلال مياليني فجوي
  - يبتعد غمد الميالين الواقي للعصبونات عن خلاياه مكونًا ثقوبًا صغيرة في الألياف العصبية -ما يؤثر بدوره على التنسيق والقدرة على المشي.[8]

## التشخيص
يُشخص إم إل سي عبر مجموعة من التقييمات الجسدية والسريرية. يعد وجود الكيسات تحت القشرية الجبهية والصدغية المؤشر الرئيسي عند تشخيص هذا المرض. في المراحل المتأخرة من المرض، لوحظ أن المرضى يعانون من ضعف التنسيق وفرط استجابة المنعكسات والنوبات. يستخدم التصوير بالرنين المغناطيسي لدراسة وتشخيص هذا المرض. أسفرت دراسة أجريت على أربعة مرضى عن نتائج متماثلة عند التصوير بالرنين المغناطيسي رغم اختلاف أعراضهم قليلًا. يمكن للاختبار الجيني أن يُظهر ما إذا كان الفرد يملك طفرة في جين إم إل سي 1، والتي تعد مسؤولة عن 75% من جميع الحالات.

## التدبير
لا يوجد حاليًا علاج معروف لهذا المرض. مع ذلك، هناك خيارات علاجية للتخفيف من الأعراض المرافقة لهذا المرض. يُستخدم عقار كاربامازيبين، وهو دواء مضاد للاختلاج، لعلاج النوبات وألم الأعصاب عادةً. أشارت حالة لفتاة تبلغ من العمر خمس سنوات إلى قدرة هذا الدواء على الحد على آثار النوبات المرتبطة بهذا المرض.

## علم الأوبئة
دُرست معظم الحالات في العائلات التركية التي شملت زواج الأقارب (قرابة الدم). مع ذلك، لا يُظهر إم إل سي تباينًا وراثيًا، ما يعني عدم وجود طفرات في مواقع صبغية أخرى تعبر عن أنماط ظاهرية مماثلة.